# Радянська окупація Маньчжурії
Радя́нська окупа́ція Маньчжу́рії відбулася після того, як Червона Армія вторглась у вересня 1945 року в японську маріонеткову державу Маньчжоу-Ґо в серпні 1945 року; окупація тривала до відходу радянських військ у травні 1946 року.

## Передісторія
У 1931 році японці вторглися в північно-східну частину Китаю і утворили там маріонеткову державу Маньчжоу-го ; будь-які спроби залишків китайських військ організувати опір і партизанський рух було придушено до кінця 1930-х років. У Китаї в цей час йшла громадянська війна між силами партії Гоміндан, яка перебуває при владі в Китайській Республіці, і китайськими комуністами. У 1937 році Гоміндан і КПК погодилися зупинити війну і заради відбиття японської агресії створили Другий об'єднаний фронт; війська китайських комуністів були формально включені до структури збройних сил Китайської Республіки і стали іменуватися «8-ю армією». Однак навіть ці об'єднані війська з труднощами протистояли японцям, і за вісім років війни гомінданівці виявилися відтіснені далеко на південний захід, а комуністи в основному утримували партизанські «звільнені райони» в тилу у японських військ в горах на півночі Китаю.
У лютому 1945 року на Ялтинській конференції лідери країн Антигітлерівської коаліції Сталін, Рузвельт і Черчилль підписали угоду, згідно з яким СРСР зобов'язався вступити у війну на боці Союзників проти Японії через 2-3 місяці після капітуляції Німеччини і закінчення війни в Європі, однак обставив свою згоду рядом умов. Через те, що радянські умови стосувалися в тому числі і Китаю, голова якого в конференції не брав участі 30 червня 1945 року почалися радянсько-китайські переговори у Москві. Оскільки радянські умови перевищували можливості поступок з боку інших учасників Ялтинських угод, 14 липня 1945 роки переговори були перервані. Однак США була потрібна участь СРСР у війні з Японією, також вони були не проти отримання гарантій відмови СРСР від підтримки КПК, тому в результаті тиску Сполучених Штатів 7 серпня 1945 роки переговори поновилися. Чан Кайши був готовий заплатити певну ціну за союз з СРСР у разі отримання від радянського уряду гарантій того, що СРСР не буде підтримувати китайських комуністів. Радянська сторона надала гарантії підтримки гомінданівського уряду, заявила про невтручання у внутрішні справи Китаю, і навіть погодилася на умову Чан Кайши про проведення референдуму з питання про надання незалежности Зовнішньої Монголії. В результаті 14 серпня 1945 року був підписаний «Радянсько-китайський договір про дружбу і союз».
8 серпня 1945 року почалась радянсько-японська війна, і до середині вересня 1945 року пригнічені останні осередки опору противника на території північно-східного Китаю.

## Хід подій
Радянський уряд заявив, що радянські війська будуть виведені з північно-східних провінцій Китаю (за винятком Квантунської області) протягом трьох місяців після капітуляції Японії. Однак це призвело б до виникнення вакууму влади на території, що майже 15 років перебувала поза контролем центрального китайського уряду: гомінданівські війська що знаходяться далеко на південному заході, яким потрібно було ще займати основні промислові райони країни на східному узбережжі після капітуляції японських військ, в умовах зруйнованої війною транспортної інфраструктури чисто фізично не могли прибути в розумні терміни в усі пункти, де була потрібна їх присутність. Тому Чан Кайши відправив повітряним транспортом на Північний Схід ряд чиновників, які мали зайняти вищі посади у місцевій адміністрації, а в іншому оголосив, що всі структури влади повинні продовжувати функціонувати в колишньому режимі, а війська колишніх маріонеткових прояпонських урядів оголошуються військами Центрального уряду Китайської Республіки. Однак, через те, що на території Маньчжурії прийом капітуляції здійснювали радянські війська, то війська Маньчжоу-го і Менцзян були ними роззброєні і розпущені.
Після вступу СРСР у війну з Японією китайські комуністи направили з Хебей-Жехе-Ляонінского звільненого району угруповання військ під командуванням Цзен Келінь на північний схід, для встановлення контакту з радянськими військами і спільної боротьби з японцями. Взявши разом з радянськими військами Шаньхайгуань і Цзіньчжоу, Цзен Келін потім прибув в Шеньян, і повідомив про ситуацію на Північному сході до Центрального комітету КПК. У військах Цзен Келін було багато місцевих уродженців, які свого часу служили під командуванням Чжан Сюеляна і після японської окупації Маньчжурії були змушені покинути рідні місця, а після того, як Чан Кайши в 1936 році заарештував Чжан Сюеляна, добровільно перейшли на бік комуністів. Використовуючи їх зв'язку на місцях і зброю, конфісковане у капітулювавших японських і маріонеткових військ, Цзен Келін почав швидко збільшувати чисельність свого угруповання.
Радянська окупаційна адміністрація виявилася в делікатній ситуації: радянсько-китайський договір прямо забороняв втручання у внутрішні справи Китаю. Тому на переговорах між Цзен Келін і генерал-полковником А. Г. Кравченко було досягнуто згоди про те, що частини, що  формуються, будуть називатися не «8-ю армією», а « Північно-Східною народною самоврядною армією »: це дозволило радянському командуванню зробити вид, що мова йде про місцеві війська народного ополчення, що займаються підтримкою порядку. Також, з огляду на складність ситуації, в якій знаходяться радянська влада, китайські комуністи погодилися не претендувати над контроль над містами, в яких знаходяться радянські окупаційні війська, і зайнялися організацією народного самоврядування в дрібніших повітових містах і сільській місцевості.
На початку листопада в Китаї почалися збройні зіткнення між гоміньданівцями та комуністами. Оскільки військам комуністів вдалося, випередивши гомінданівців, зайняти ряд важливих стратегічних пунктів на шляху з Північного Китаю до Маньчжурії, то ескадра 7-го Тихоокеанського флоту США, яка не змогла 5 листопада висадити шість гоміньданівських дивізій в Хулудао і Їнкоу, спробувала зробити це в Порт-Артурі і Дальяні, але радянська сторона, посилаючись на радянсько-китайський договір, заборонила це. Позаяк центральний китайський уряд в цих умовах не міг би зайняти станції Китайсько-Чанчунської залізниці  що  залишають радянські частини, то на прохання китайської сторони радянське командування 30 листопада призупинило виведення, що почалося в листопаді, радянських окупаційних військ. При першій же можливості, щоб не бути втягнутим у розв'язання внутрішньокитайських проблем, радянське командування відновило виведення військ, але 9 грудня китайська сторона знову попросила його призупинити.
З 16 по 26 грудня в Москві відбулася нарада міністрів закордонних справ СРСР, США та Великої Британії. Радянський уряд наполягав на одночасному виведенні з Китаю радянських і американських військ не пізніше січня 1946 роки; держсекретар США Бирнс зумовив виконання цієї вимоги згодою на нього китайського уряду. Наприкінці грудня на переговори в Москву прилетів син Чан Кайши Цзян Цзін-ґо ; в бесіді з ним Й. В. Сталін попередив, щоб жоден американський солдат не висадився в Китаї, в іншому випадку буде важко розв'язати проблему Північного Сходу.
В цей час відбулося загострення відносин між СРСР і урядом Китайської Республіки з питання про трофеї. Чан Кайши вважав, що все, що знаходиться на території китайського Північного Сходу, є китайською власністю. СРСР вважав, що те, що було побудовано японцями в Маньчжоу-го, Китаю не належить, а є законним військовим трофеєм, і почав вивезення виробничого обладнання в СРСР. З подачі Чан Кайши в китайських містах були організовані антирадянські виступи. У відповідь на це радянська окупаційна адміністрація в Маньчжурії початку тісніше взаємодіяти з китайськими комуністами, ставлячи їх до відома про графік виведення радянських військ. В результаті, при формальному дотриманні умов всіх угод, китайські комуністи займали міста, як тільки їх залишав останній радянський ешелон.
Евакуація радянських військ з північно-східних провінцій Китаю (за винятком Квантунської області)  завершилася 3 травня 1946 року.

## Економіка
Через затримку радянських військ на китайському Північному сході, владі довелося зайнятися проблемою постачання гарнізонів продовольством і найнеобхіднішими речами. Грошовий обіг Китаю перебував у хаотичному стані, єдиного емісійного центру не існувало. У цих умовах для оплати закупівель продовольства та інших товарів і послуг, необхідних для забезпечення радянських військових частин, радянським військовим командуванням було розпочато випуск військових грошей, емісія яких тривала аж до виведення радянських військ. Ці гроші з наклеєними знаками підтвердження продовжували використовуватися в обігу до випуску нових грошових знаків Китаю.

## Підсумки і наслідки
Дружній нейтралітет радянської окупаційної адміністрації дозволив китайським комуністам закріпитися на китайському Північному сході і утворити там «Маньчжурську революційну базу». Після відновлення повномасштабної громадянської війни наявність такого потужного тилу дозволило китайським комуністам створити замість партизанських частин повноцінну регулярну армію і розгромити гомінданівців.

## Подальше читання
- С. Л. Тихвинський «Вибрані твори: в 5 книгах», книга 3 «Історія Китаю. 1919-1949: боротьба за об'єднання і незалежність Китаю. Чжоу Еньлай »- Москва: видавництво« Наука », 2006. ISBN 5-02-034997-6
- «Велика Перемога на Сході: до 70-річчя розгрому мілітаристської Японії і закінчення Другої світової війни» - Хабаровськ: видавництво Тихоокеанського державного університету, 2015.